# Margarobyas
Margarobyas is een geslacht van vogels uit de familie van de uilen (Strigidae). De wetenschappelijke naam van het geslacht is voor het eerst geldig gepubliceerd in 2008 door Olson en Suárez.

## Soorten
De volgende soort is bij het geslacht ingedeeld:
- Margarobyas lawrencii – Cubaanse schreeuwuil